# Busasamana (Rubavu)
Busasamana (Kinyarwanda Umurenge wa Busasamana) ist einer von zwölf Sektoren im Distrikt Rubavu in der Westprovinz von Ruanda.

## Geographie
Busasamana hat eine Fläche von 35,2 km². Der Sektor grenzt im Nordosten Bugeshi, im Osten Mudende, im Südosten Kanzenze, im Süden Cyanzarwe und im Nordwesten an die Demokratische Republik Kongo. Er unterteilt sich in die fünf Zellen Gasiza, Gihonga, Kageshi, Makoro und Rusura.

## Bevölkerung
Nach Stand der Volkszählung von 2022 liegt die Einwohnerzahl bei 40.542. Zehn Jahre zuvor waren es 31.253, was einem jährlichen Bevölkerungszuwachs von 2,6 Prozent zwischen 2012 und 2022 entspricht.

## Verkehr
Durch den Sektor verläuft etwa in Nord-Süd-Richtung die Nationalstraße 18.